# Dmitrij Zaikin
Dmitrij Aleksiejewicz Zaikin, ros. Дмитрий Алексеевич Заикин (ur. 29 kwietnia 1932 w Jekaterinowce w obwodzie rostowskim, zm. 20 października 2013) – radziecki pilot wojskowy, członek pierwszego oddziału kosmonautów ZSRR (WWS 1).
W 1955 ukończył szkołę lotniczą, a później pełnił służbę w jednostkach lotnictwa. 25 marca 1960 wybrano go do pierwszego oddziału kosmonautów radzieckich WWS 1. Przeszedł pełny kurs przygotowawczy do lotów na statkach kosmicznych Wostok i Woschod. 
Po zakończeniu kursu 3 kwietnia 1961 pomyślnie zdał egzamin. 16 grudnia 1961 zaliczony został do kosmonautów. 
Należał do grupy, którą przygotowywano do lotów na statkach kosmicznych Wostok 7, 8, 9 i 10. Loty jednak zostały anulowane z uwagi na wcześniejsze zakończenie tego programu. 
Był dublerem Pawła Bielajewa, dowódcy statku Woschod 2. Funkcję tę powierzono mu po tym, jak zachorował Wiktor Gorbatko, który wcześniej był mianowany do roli dublera.
Później wspólnie z Aleksandrem Matinczenką trenował w rezerwowej załodze zaplanowanego na początek 1967 lotu statku kosmicznego Woschod 6. Lot odwołano z powodu skrócenia całego programu do zaledwie dwóch wypraw.
Przygotowywał się również do lotów na statkach typu Sojuz. Miał dowodzić jednym z pierwszych statków tego typu. 
15 grudnia 1968 Dmitrij Zaikin otrzymał dyplom Akademii Technicznej im. Żukowskiego.
25 października 1969 wykluczono go z oddziału na skutek orzeczenia komisji lekarskiej, która wykryła u niego chorobę wrzodową. Po wyłączeniu z przygotowań do lotów kosmicznych Zaikin kontynuował pracę w Centrum Przygotowań Kosmonautów. Został głównym instruktorem przygotowania kosmonautów w zakresie prowadzenia eksperymentów technologicznych podczas misji orbitalnych. W 1996 odszedł na emeryturę.